# Исао Ивабучи
Исао Ивабучи (јап. 岩淵 功; 17. новембар 1933 — 16. април 2003) био је јапански фудбалер.

## Каријера
Током каријере је играо за Кеио БРБ.

## Репрезентација
За репрезентацију Јапана дебитовао је 1955. године. Учествовао је и на олимпијским играма 1956. За тај тим је одиграо 8 утакмица и постигао 2 гола.

## Статистика
| Јапан  | Јапан   | Јапан  |
| Година | Наступи | Голови |
| ------ | ------- | ------ |
| 1955.  | 3       | 1      |
| 1956.  | 3       | 1      |
| 1957.  | 0       | 0      |
| 1958.  | 2       | 0      |
| Укупно | 8       | 2      |